# Прендель, Ромул Александрович
Ромул Александрович Прендель (8 [20] февраля 1851, Хотин, Бессарабская область — 27 июня [10 июля] 1904, Лохвицкий уезд, Полтавская губерния) — российский геолог, минералог и кристаллограф. Основоположник метеоритологии в Российской империи. Работал в Императорском Новороссийском университете в Одессе.

## Биография

### Образование
Родился в семье офицера 20 февраля 1851 года в Хотине Бессарабская губерния, однако официально место его рождения было зарегистрировано как Одесса.
Прендель начал своё обучение в частном пансионате Вилльети в Одессе. С 1863 года он учился в Ришельевской гимназии, которую окончил с отличием в 1868 году.
Затем поступил на естественное отделение физико-математического факультета Императорского Новороссийского университета. В начале учёбы он проявил интерес к ботанике, которую изучал под руководством Якова Вальца. Благодаря приезду в Одессу Ивана Синцова и Николаю Головкинскому, а также появлению геологической кафедры, Прендель начал заниматься геологией.
Завершил обучения 1872 году и получил степень кандидата естественных наук. По окончании университета был оставлен при нём для подготовки к профессорскому званию. В 1875 году успешно сдал магистерские экзамены, а в 1878 году был назначен лаборантом в минералогическом кабинете того же университета.
В 1884 году Ромул Александрович был избран приват-доцентом по кафедре минералогии. В 1887 году он успешно защитил диссертацию под названием «О вилуите» в Петербургском университете на соискание степени магистра минералогии и геологии.

### Работа в университете
В 1891 году Ромул Александрович был избран исполняющим обязанности экстраординарного профессора, а после защиты докторской диссертации на тему «Об изоморфной группе сурьмянистой и мышьяковой кислот» в Варшавском университете в 1897 году — утверждён в должности ординарного профессора кафедры минералогии Императорского Новороссийского университета, где проработал до конца своей жизни. Параллельно он преподавал естественную историю в Видинской женской гимназии и читал публичные лекции в Народной аудитории. В том же 1891 году Прендель основал минералогический музей Новороссийского университета, включавший отделение метеоритов.
Ромул Прендель вёл переписку с зарубежными геологическими музеями и частными коллекционерами, организуя обмен метеоритными образцами. Благодаря этим контактам в университетскую коллекцию были приобретены, в частности, Гросс-Либентальский метеорит и значительная часть Мигейского метеорита. В 1896 году он был направлен в командировку в Австрию и Германию, где проводил кристаллографические исследования в лабораториях профессора Чермака в Вене и профессора Л. Грота в Мюнхене.
Входил в состав правления Новороссийского общества естествоиспытателей, а также являлся постоянным членом Императорского минералогического общества в Петербурге, Московского общества испытателей природы и Крымского горного клуба, а также членом Геологического общества Верхнего Рейна.
5 января 1894 года Ромул Прендель выступил с предложением на 9-м съезде русских естествоиспытателей и врачей о признании метеоритов государственной собственностью, подлежащей обязательной передаче в музеи. Это предложение было одобрено общим собранием съезда и впоследствии, 25 мая 1898 года, утверждено императором Николаем II.
Проводил бесплатные лекции для населения Одессы от Лекционного комитета при Императорском Новороссийском университете. В 1899—1900 годах стал одним из инициаторов создания Товарищества студенческих столовых в Одессе.

### Смерть

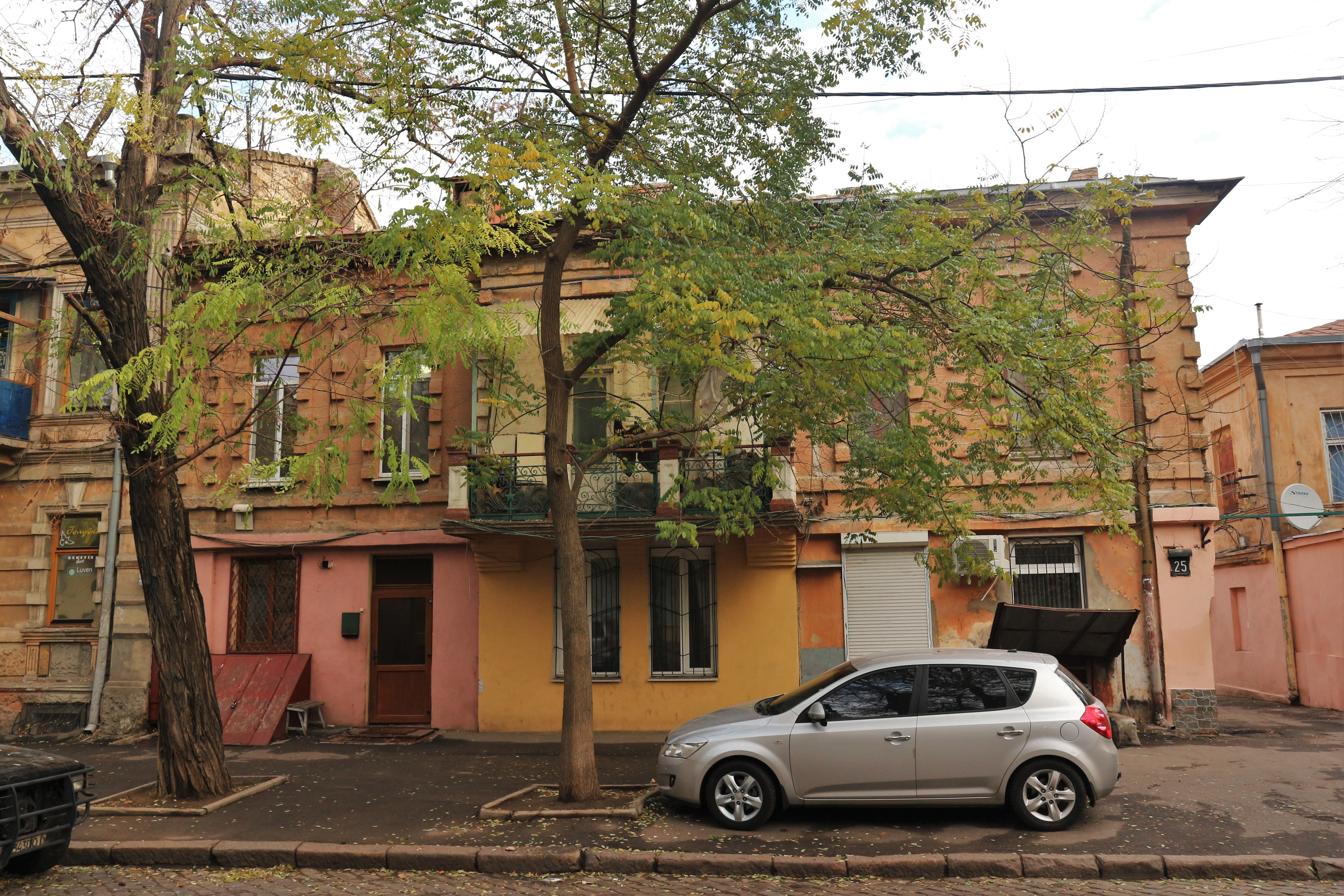
Дом в Одессе, где жил Прендель

Во время геологической экспедиции по Абхазии и районам Западного Кавказа в 1878 году он заболел тяжелой формой малярии, которая в итоге сильно сказалась на его здоровье.
По собственному желанию ушёл в отставку из Императорского Новороссийского университета 2 июня 1904 года. После чего отправился на отдых в свое имение на хуторе Гуртовом Лохвицкого уезда Полтавской губернии, где 10 июля 1904 года скончался от сердечного приступа.
В Одессе проживал в доме № 25 по улице Княжеской.

## Научная деятельность
Прендель стал автором первых в Российской империи научных исследований в области метеоритологии, заложив основы этой дисциплины для российской науки. Исследовал меловые, эоценовые и сарматские породы Крыма и породы Украинского щита в пределах Подольской, Екатеринославской и Херсонской губерний. Одним из первых начал изучать кристаллические породы на территории современной Украины, включая биотитовые граниты, диориты, сланцы и гнейсы.
Первым применил микроскопический метод для изучения кристаллических пород в Крыму в 1875—1876 годах. Занимался кристаллооптикой и электрическими явлениями в кристаллах. Является основателем учения о метеоритике.
Автор 46 научных трудов, среди которых особенно выделяются три фундаментальных учебника: «Учебник по морфологической кристаллографии» (1884), «Лекции по общему курсу описательной минералогии» (1899) и «Лекции по кристаллофизике и кристаллохимии» (1896). Вопросы падения метеоритов затронуты в статьях Пренделя «Каменный дождь» (1898) и «О камнях падающих с неба» (1899).
Совместно с профессором Головкинским впервые организовал для студентов выездные учебные практики в Крыму.
Участвовал в археологических раскопках на острове Березань, результатом которых стал опубликованный им в 1884 году отчёт «Археологические расследования на острове Березани».

## Общественная деятельность
Принимал участие в революционном движении. В 1901—1902 годах его квартира служила одним из пунктов распространения журнала «Искра» в Россию, а в 1903—1904 годах являлась местом встреч Российской социал-демократической рабочей партии (РСДРП).
Прендель критиковал ректора Алексея Деревицкого за вызов полиции в здание университета для разгона и ареста студентов, которые собрались на встречу.

## Семья
Сын — Александр Ромулович Прендель (1888—1970), зоолог, гидробиолог, паразитолог.